# Soba (Teigware)

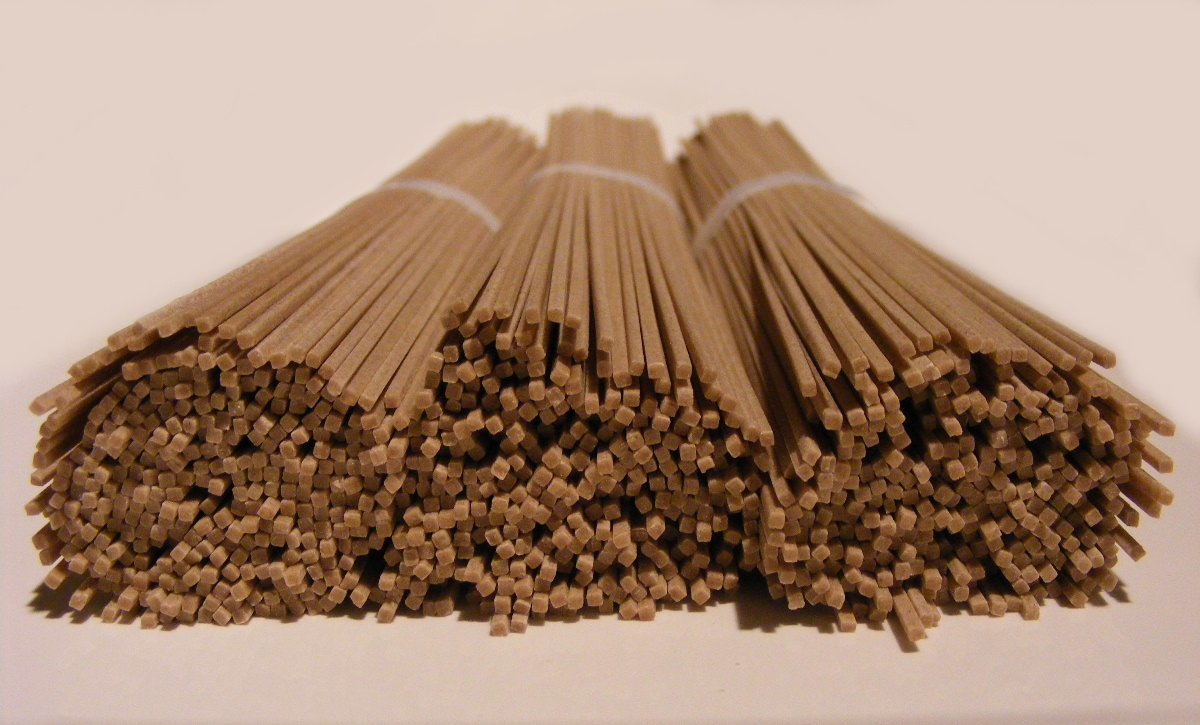
Soba-Nudeln – ungekocht, 2008

Soba (japanisch 蕎麦, kana そば, dt. „Buchweizen“) sind dünne, braun-graue Nudeln aus Buchweizen und gehören zur japanischen Küche. Je nach Rezeptur enthält Soba sowohl Buchweizenmehl als auch Weizenmehl, so beispielsweise die Nagano-Soba. Traditionell hergestellte Soba-Nudeln werden mit Hilfe eines speziellen Nudelmessers (Soba kiri) per Hand aus dem Nudelteig geschnitten. 

## Zubereitung
Die Soba-Nudeln selbst werden nach Belieben heiß oder kalt und separat von der Brühe auf einer Schale, einem O-wan, serviert. Die Brühe wird je nach Jahreszeit kalt oder warm in einem Becher mit verschiedenen Beilagen und Gewürzen gereicht. Kake Soba (掛け蕎麦, 掛けそば oder かけそば) ist eine der üblichsten Varianten und besteht aus einer Brühe (Dashi), Reiswein (Mirin), japanische Sojasoße (Shoyu) garniert mit kleingeschnittenen Frühlingszwiebeln. Oft wird diese je nach Geschmack mit Wasabi und/oder frisch geriebenem Ingwer verfeinert. Häufig stehen diverse Beilagen zur Verfügung, wie etwa frittierter Tofu (Kitsune-Tofu), Garnelen im Teigmantel (Tempura), rohes Ei (Tsukimi) und weitere verschiedene Zubereitungen. Traditionell wird das Nudelwasser, welches in Japan als sehr gesund gilt, nach dem Abgießen der Nudeln nicht entsorgt, sondern aufgehoben und nach dem Mahl mit der restlichen Brühe im Becher vermischt und getrunken.
Soba werden in einer Vielzahl von Varianten und Qualitäten (preisgünstige Varianten enthalten zusätzlich Weizenmehl) und in vielen Geschäften angeboten, von den ganz normalen kleinen Abendlokalen bis hin zu speziellen Soba-Restaurants, die kaum etwas anderes anbieten. Insbesondere an Bahnhöfen sind sie in Schnellrestaurants für wenig Geld zu haben. Es werden aber auch zu Hause Soba zubereitet. Vor allem zum Jahreswechsel ist Toshikoshi Soba (年越し蕎麦 oder 年越しそば) traditionell das letzte Gericht, das im alten Jahr auf den Tisch kommt, und sollte vor Beginn des neuen gegessen sein, damit man auch im nächsten Jahr finanziell Glück hat. Auch bei anderen Einschnitten im Leben, die eine Veränderung mit sich bringen, werden Soba als symbolisches Essen betrachtet. Als symbolisch gilt dabei die lange Form der Nudeln, die auf langes Leben hindeuten soll. Abgesehen von dieser Bedeutung der Soba sind die Nudeln sehr beliebt, weil sie sowohl leicht für den Magen als auch einfach in der Zubereitung sind. Läden verkaufen sogar verdichtete Instantbrühe und vorgekochte und wieder getrocknete Nudeln, was die Zubereitung noch einfacher und schneller macht. Die bekanntesten Soba kommen aus Nagano und werden nach dem alten Namen der Region Shinano Soba genannt. Andere bekannte japanische Nudeln sind Udon, Ramen und Somen. 
Soba sind auch in den Vereinigten Staaten bekannt, wobei Kake Soba und Zaru Soba (ざるそば, abgekühlte Nudeln mit Nori) in den meisten japanischen Restaurants und Sushi-Läden verkauft werden.

## Weitere Bedeutungen
Soba bedeutet wörtlich „Buchweizen“. Der Begriff wird metonymisch auch zur Bezeichnung von einigen Nudelgerichten chinesischen und japanischen Ursprungs verwendet, die keinen Buchweizen, sondern Weizenmehl enthalten, wie zum Beispiel Chūka soba („chinesische Soba“, 中華蕎麦; ein anderer Name für Ramen), Yakisoba (Bratnudeln) und Okinawa Soba (eine Nudelsuppe mit Udon-ähnlichen Nudeln).